# Episodi di The Gilded Age (terza stagione)
La terza stagione della serie televisiva The Gilded Age, composta da otto episodi, è stata trasmessa sul canale statunitense via cavo HBO dal 22 giugno al 10 agosto 2025.
In Italia la stagione è andata in onda su Sky Serie dal 23 giugno all'11 agosto 2025.
| nº | Titolo originale                | Titolo italiano                | Prima TV USA   | Prima TV Italia |
| -- | ------------------------------- | ------------------------------ | -------------- | --------------- |
| 1  | Who Is In Charge Here?          | Chi comanda qui?               | 22 giugno 2025 | 23 giugno 2025  |
| 2  | What the Papers Say             | Quello che dice la stampa      | 29 giugno 2025 | 30 giugno 2025  |
| 3  | Love Is Never Easy              | L'amore non è mai facile       | 6 luglio 2025  | 7 luglio 2025   |
| 4  | Marriage Is a Gamble            | Il matrimonio è una scommessa  | 13 luglio 2025 | 14 luglio 2025  |
| 5  | A Different World               | Un mondo diverso               | 20 luglio 2025 | 21 luglio 2025  |
| 6  | If You Want to Cook an Omelette | Se vuoi preparare una frittata | 27 luglio 2025 | 28 luglio 2025  |
| 7  | Ex-Communicated                 | Scomunicato                    | 3 agosto 2025  | 4 agosto 2025   |
| 8  | My Mind Is Made Up              | La decisione è presa           | 10 agosto 2025 | 11 agosto 2025  |

## Chi comanda qui?
- Titolo originale: Who Is In Charge Here?
- Diretto da: Michael Engler
- Scritto da: Julian Fellowes e Sonja Warfield

### Trama
- Durata: 50 minuti
- Guest star: Audra McDonald (Dorothy Scott), Ashlie Atkinson (Marion Fish), Victoria Clark (Joan Carlton), Ward Horton (Charles Fane), Bobby Steggert (John Singer Sargent), Matt Walker (Billy Carlton), CJ Wilson (sig. Granger).
- Ascolti USA: telespettatori 430 000 – rating 18-49 anni 0,03%[3]

## Quello che dice la stampa
- Titolo originale: What the Papers Say
- Diretto da: Deborah Kampmeier
- Scritto da: Julian Fellowes e Sonja Warfield

### Trama
- Durata: 52 minuti
- Guest star: Audra McDonald (Dorothy Scott), Ashlie Atkinson (Marion Fish), Bill Camp (J. P. Morgan), Victoria Clark (Joan Carlton), Jordan Donica (dott. William Kirkland), Claybourne Elder (John Adams), Amy Forsyth (Caroline Astor), Ward Horton (Charles Fane), Paul Alexander Nolan (Alfred Merrick), Rachel Pickup (signorina Andre), Matt Walker (Billy Carlton).
- Ascolti USA: non disponibili

## L'amore non è mai facile
- Titolo originale: Love Is Never Easy
- Diretto da: Michael Engler
- Scritto da: Julian Fellowes e Sonja Warfield

### Trama
- Durata: 57 minuti
- Guest star: Audra McDonald (Dorothy Scott), Phylicia Rashad (Elizabeth Kirkland), Ashlie Atkinson (Marion Fish), John Ellison Conlee (Weston), Jordan Donica (dott. William Kirkland), Jessica Frances Dukes (Athena Trumbo), Amy Forsyth (Caroline Astor), Andrew Garman (Franklin Delancey), Brian Stokes Mitchell (Frederick Kirkland), Rachel Pickup (Signorina Andre), Bobby Steggert (John Singer Sargent).
- Ascolti USA: telespettatori 535 000 – rating 18-49 anni 0,03%[4]

## Il matrimonio è una scommessa
- Titolo originale: Marriage Is a Gamble
- Diretto da: Michael Engler
- Scritto da: Julian Fellowes e Sonja Warfield

### Trama
- Durata: 58 minuti
- Guest star: Audra McDonald (Dorothy Scott), Phylicia Rashad (Elizabeth Kirkland), Ashlie Atkinson (Marion "Mamie" Fish), Bill Camp (J. P. Morgan), John Ellison Conlee (Weston), Jordan Donica (dott. William Kirkland), Jessica Frances Dukes (Athena Trumbo), Amy Forsyth (Caroline Astor), Andrea Martin (Madame Dashkova), Brian Stokes Mitchell (Frederick Kirkland), Hattie Morahan (Lady Sarah Vere), Rachel Pickup (signorina Andre), Hannah Shealy (Charlotte Astor Drayton), Merritt Wever (Monica O'Brien), Nathan Lane (Ward McAllister).
- Ascolti USA: telespettatori 520 000 – rating 18-49 anni 0,05%[5]

## Un mondo diverso
- Titolo originale: A Different World
- Diretto da: Deborah Kampmeier
- Scritto da: Julian Fellowes e Sonja Warfield

### Trama
Marion e Larry annunciano alle rispettive famiglie il loro desiderio di sposarsi. Sia gli uni che gli altri, per motivi diversi, sono perplessi. George Russell insiste nel suo progetto per la nuova ferrovia transamericana, ma si scontra con nuove difficoltà finanziarie e con l'ostilità dei proprietari dei terreni. La sua fortuna comincia a vacillare. Bertha intuisce qualcosa. Peggy continua la stesura del suo romanzo ma accetta un nuovo incarico da Mr Fortune per realizzare un'intervista. Oscar viene a sapere da Larry che Maud Beaton che lo ha truffato privandolo di tutto il denaro di sua madre, è ancora in circolazione in città. Nel frattempo Gladys muove i primi passi della sua nuova vita di duchessa di Buckingham, ma l'ostilità della cognata le complica la vita.
- Durata: 52 minuti
- Guest star: Ashlie Atkinson (Marion "Mamie" Fish), Nicole Brydon Bloom (Maud Beaton / Dolly Trent), Michael Cumpsty (Lord Mildmay), Jordan Donica (dott. William Kirkland), Claybourne Elder (John Adams), Andrea Martin (Madame Dashkova), Hattie Morahan (Lady Sarah Vere), Paul Alexander Nolan (Alfred Merrick), Rachel Pickup (signorina Andre), Danny Wolohan (Brinkley).
- Ascolti USA: telespettatori 605 000 – rating 18-49 anni 0,05%[6]

## Se vuoi preparare una frittata
- Titolo originale: If You Want to Cook an Omelette
- Diretto da: Deborah Kampmeier
- Scritto da: Julian Fellowes e Sonja Warfield

### Trama
- Durata: 58 minuti
- Guest star: Audra McDonald (Dorothy Scott), Phylicia Rashad (Elizabeth Kirkland), Nicole Brydon Bloom (Maud Beaton / Dolly Trent), Bill Camp (J. P. Morgan), Michael Cumpsty (Lord Mildmay), Jeremy Davidson (Edgar Merrick), Jordan Donica (dott. William Kirkland), Claybourne Elder (John Adams), LisaGay Hamilton (Frances Ellen Watkins Harper), Andrea Martin (Madame Dashkova), Peter McRobbie (Risley Sage), Hattie Morahan (Lady Sarah Vere), Paul Alexander Nolan (Alfred Merrick), Rachel Pickup (signorina Andre), Danny Wolohan (Brinkley).
- Ascolti USA: telespettatori 602 000 – rating 18-49 anni 0,05%[7]

## Scomunicato
- Titolo originale: Ex-Communicated
- Diretto da: Salli Richardson-Whitfield
- Scritto da: Julian Fellowes e Sonja Warfield

### Trama
- Durata: 56 minuti
- Guest star: Phylicia Rashad (Elizabeth Kirkland), Ashlie Atkinson (Marion "Mamie" Fish), Kate Baldwin (Nancy Adams Bell), Jordan Donica (dott. William Kirkland), LisaGay Hamilton (Frances Ellen Watkins Harper), Marceline Hugot (signora Foster), Peter McRobbie (Risley Sage), Hattie Morahan (Lady Sarah Vere), Rachel Pickup (signorina Andre), Hannah Shealy (Charlotte Astor Drayton), Leslie Uggams (Ernestine Brown), Danny Wolohan (Brinkley), Nathan Lane (Ward McAllister).
- Ascolti USA: telespettatori 672 000 – rating 18-49 anni 0,06%[8]

## La decisione è presa
- Titolo originale: My Mind Is Made Up
- Diretto da: Salli Richardson-Whitfield
- Scritto da: Julian Fellowes e Sonja Warfield

### Trama
- Durata: 66 minuti
- Guest star: Audra McDonald (Dorothy Scott), Phylicia Rashad (Elizabeth Kirkland), Ashlie Atkinson (Marion "Mamie" Fish), Dylan Baker (dott. Logan), Jordan Donica (dott. William Kirkland), Jessica Frances Dukes (Athena Trumbo), Marceline Hugot (signora Foster), Brian Stokes Mitchell (Frederick Kirkland), Hannah Shealy (Charlotte Astor Drayton), Danny Wolohan (Brinkley).
- Ascolti USA: telespettatori 954 000 – rating 18-49 anni 0,09%[9]